# Doryodes promptella
Doryodes promptella là một loài bướm đêm trong họ Erebidae.